# Nationalliga A (Kleinfeldhandball)
Die Nationalliga A war die höchste Spielklasse im Schweizer Kleinfeldhandball.

## Geschichte
Mit dem Versuchsbetrieb 1966 wurde erstmals eine Schweizer Kleinfeldhandballmeisterschaft in einer Spielklasse durchgeführt. Meister der ersten Saison wurde der Grasshoppers Club Zürich.
Mit der Spielzeit 1967 der Nationalliga A wurde der reguläre Spielbetrieb aufgenommen und eine Nationalliga B geschaffen.

## Organisation
Organisiert wurde der Spielbetrieb von Beginn an vom Handball-Ausschuss (HBA) des Eidgenössischen Turnverein.

## Meister
| Jahr | Meister                 | Punkte (M) | Vizemeister         | Punkte (VM) |
| ---- | ----------------------- | ---------- | ------------------- | ----------- |
| 1967 | Grasshopper Club Zürich | 28         | Pfadi Winterthur    | 18          |
| 1968 | Grasshopper Club Zürich | 25         | BSV Bern            | 17          |
| 1969 | Grasshopper Club Zürich | 28         | SV Fides St. Gallen | 17          |
| 1970 | Grasshopper Club Zürich | 18         | GG Bern             | 16          |
| 1971 | GG Bern                 | 17         | BSV Bern            | 13          |

## Erfolgreichste Vereine
| Rang | Verein                  | Meister | Zweiter | Titeljahre             |
| ---- | ----------------------- | ------- | ------- | ---------------------- |
| 1.   | Grasshopper Club Zürich | 4       | 0       | 1967, 1968, 1969, 1970 |
| 2.   | GG Bern                 | 1       | 1       | 1971                   |
| 3.   | BSV Bern                | 0       | 2       |                        |
| 4.   | Pfadi Winterthur        | 0       | 1       |                        |
| 4.   | SV Fides St. Gallen     | 0       | 1       |                        |